# Bernard H. Breslauer
Bernard H. Breslauer (geboren am 1. Juli 1918 in Charlottenburg; gestorben am 14. August 2004 in New York) war ein deutsch-britischer Buchantiquar.

## Leben
Bernd Hartmut Breslauers Vater Martin Breslauer hatte 1898 in Berlin ein Buchantiquariat gegründet. Bernd war der einzige Sohn und machte im Geschäft seines Vaters als jugendlicher Poet die Bekanntschaft des bibliophilen Autors Stefan Zweig. Nach der Machtübergabe an die Nationalsozialisten 1933 musste die Familie 1934 das Wohnhaus in Lichterfelde aufgeben und in eine Wohnung in der Meinekestraße umziehen. Bernd musste 1935 aus rassistischen Gründen das Gymnasium verlassen und arbeitete, beginnend mit einem Volontariat bei Leo S. Olschki in Florenz, fortan im väterlichen Antiquariat. Der Betrieb wurde durch die Judenverfolgung behindert und schließlich mit den Mitteln der Reichsfluchtsteuer enteignet. Die Familie emigrierte am 1. Juli 1937 nach Großbritannien. Der Kunstsammler Robert von Hirsch, ein Kunde und Freund der Familie, der schon 1933 in die Schweiz ausgewandert war, half mit einem Darlehen, das Antiquariatsgeschäft in London wieder aufzubauen.
Bei Kriegsbeginn 1939 wurde Breslauer als Feindlicher Ausländer auf der Isle of Man interniert. Breslauers Vater starb 1940 unmittelbar nach einem deutschen Bombenangriff auf den Londoner Stadtteil Bloomsbury, in dem die Familie untergekommen war. Bernard wurde vier Jahre lang Soldat, zunächst im Auxiliary Military Pioneer Corps und danach im britischen Geheimdienst.
Nach Kriegsende nahm er in der Wohnung der Mutter in Chiswick den Buchantiquariatshandel wieder auf und eröffnete 1947 ein Geschäft in der City of London. Breslauer wurde ein Spezialist für den Bucheinband des Mittelalters und der Renaissance sowie für Autographen. Als Händler hat er mehr als einhundert Angebotskataloge herausgegeben. Er schrieb Beiträge für bibliographische Zeitschriften und Aufsätze zur Buchgeschichte.
Im Jahr 1977 zog er mit seinem Betrieb nach New York in die Fifth Avenue. Dort erwarb er 1978 auf einer Auktion bei Christie, Manson & Woods für die Württembergische Landesbibliothek in Stuttgart eine Gutenberg-Bibel zu dem seinerzeit unvorstellbaren Preis von 2,2 Millionen US-Dollar. 1980 kaufte er die besten Stücke aus der Bucheinbandssammlung von Hans Fürstenberg.
1992 zeigte die Pierpont Morgan Library die Ausstellung The Breslauer Collection of Manuscript Illuminations. Seine Sammlung von Bilderhandschriften war eine der größten Privatsammlungen, sie hatte mehr als einhundert Exemplare. Er besaß außerdem eine Sammlung von  Buchmalereien. Ein Teil der Sammlung liegt jetzt im J. Paul Getty Museum in Los Angeles.
Bernhard B. Breslauer schenkte 1997 das Firmen- und Familienarchiv der Familie Breslauer der Staatsbibliothek zu Berlin. Er wurde im selben Jahr Ehrendoktor der Freien Universität Berlin. Er war nicht verheiratet und hatte keine leiblichen Nachkommen. Deshalb gründete er kurz vor seinem Tod die B.H. Breslauer Foundation New York. Diese wurde 2014 für ihre regelmäßige Unterstützung der Staatsbibliothek zu Berlin mit dem Max-Herrmann-Preis ausgezeichnet.
2005 wurde sein Nachlass bei Christie’s versteigert. Breslauer stiftete der University of California die Mittel für eine Professur in Bibliografie und dotierte die Houghton Library der Harvard University Library und die British Library mit Mitteln für den Ankauf seltener Bücher. Im Jahr 2008 erweiterte die Internationale Liga der Antiquare den Namen ihres vierjährlich vergebenen Preises in ILAB Breslauer Prize for Bibliography.

## Schriften (Auswahl)
- Heinrich IV. Graf und Herr zu Castell. Ein deutscher Büchersammler der Renaissance und die für ihn während seiner Studienjahre in Orléans, Paris und Bologna hergestellten Einbände. Degener, Neustadt a.d. Aisch 1992 (englisch 1978)
- The uses of bookbinding literature. Book Arts Press, New York 1986
- Hans Fürstenberg oder … über bibliophilen Ruhm. In: Imprimatur: Ein Jahrbuch für Bücherfreunde, N.F. Band 11, 1984, S. 121–133.